# Patrick Beverley

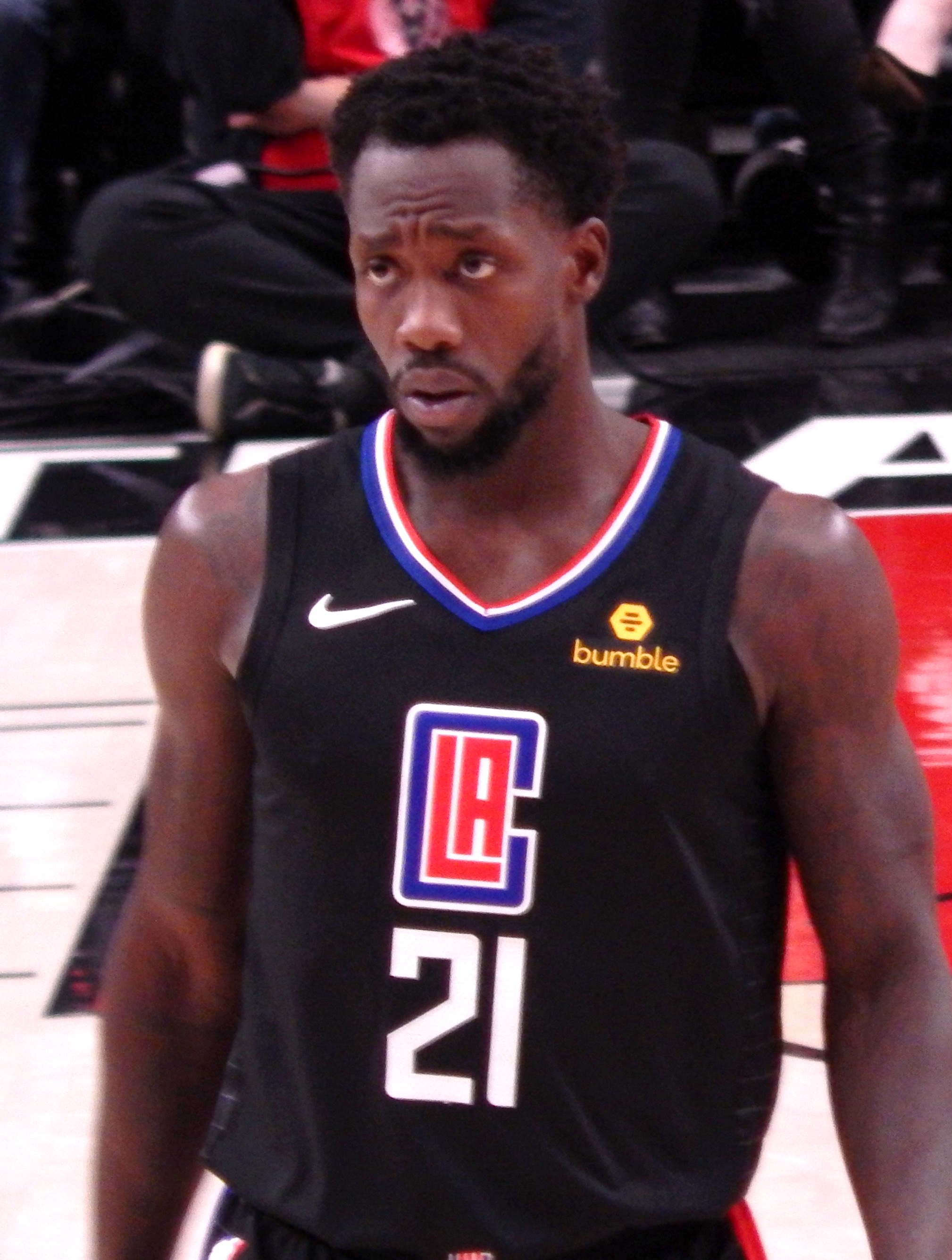
Patrick Beverley, 2018.

Patrick Beverley, född 12 juli 1988 i Chicago i Illinois, är en amerikansk professionell basketspelare (PG/SG) som spelar för Milwaukee Bucks i National Basketball Association (NBA). Han har tidigare spelat för Houston Rockets, Los Angeles Clippers, Minnesota Timberwolves, Los Angeles Lakers, Chicago Bulls och Philadelphia 76ers.
Beverley draftades av Los Angeles Lakers i andra rundan i 2009 års draft som 42:a spelare totalt.
Innan han blev proffs studerade Beverley på University of Arkansas och spelade för deras idrottsförening Arkansas Razorbacks.